# Rajd Monte Carlo 1956

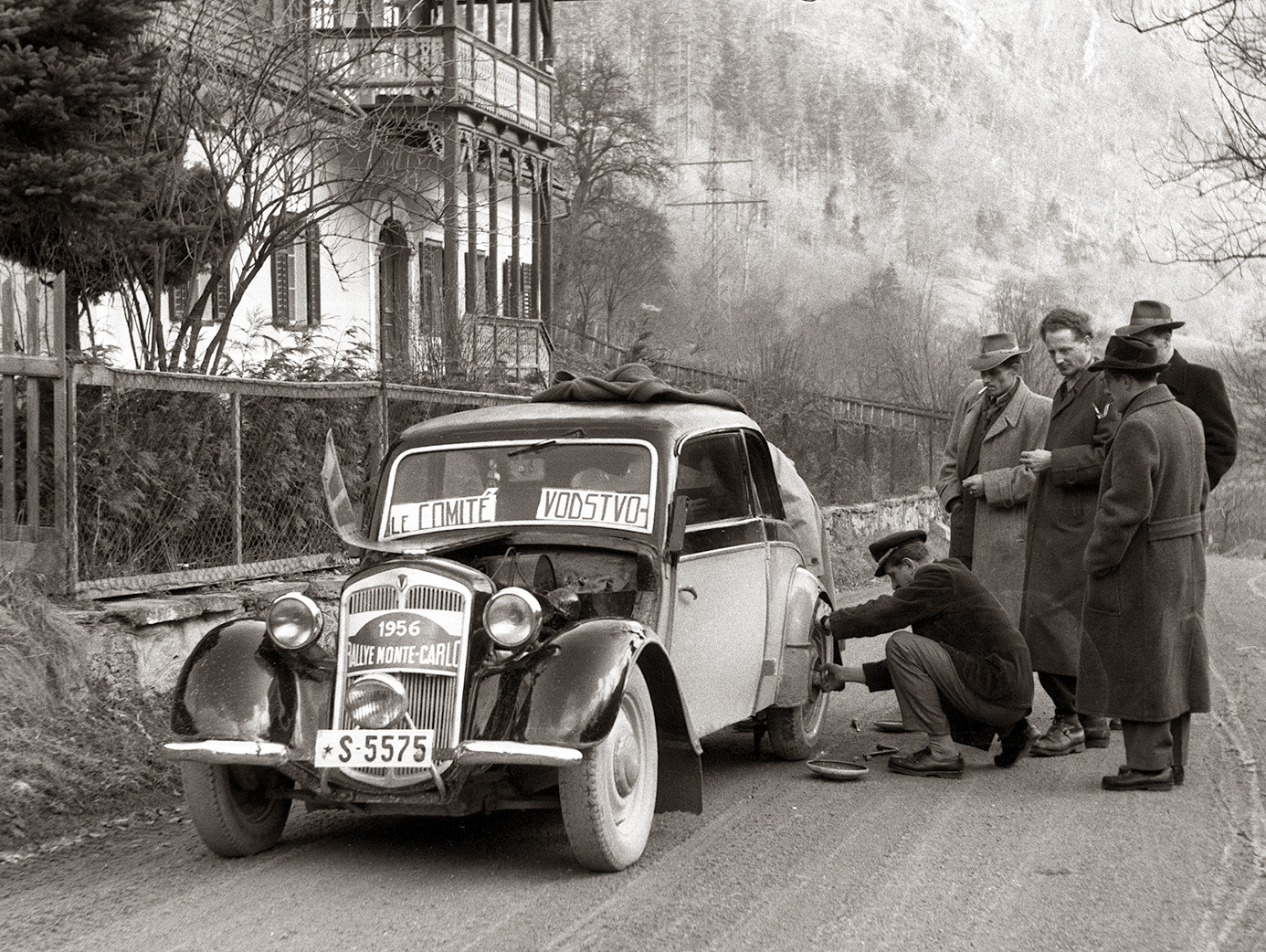
29. Rallye Automobile de Monte-Carlo

Rajd Monte Carlo 1956 (26. Rallye Automobile de Monte-Carlo) – rajd samochodowy rozgrywany w Monaco od 16 do 23 stycznia  1956 roku. Była to pierwsza runda Rajdowych Mistrzostw Europy w roku 1956. Został rozegrany na nawierzchni asfaltowej. Rajd miał formę rajdu gwiaździstego, a zawodnicy startowali między innymi z takich miast jak: Ateny, Rzym, Paryż, Lizbona, Glasgow i Monachium.

## Wyniki końcowe rajdu
| Miejsce                      | Kierowca                     | Pilot                        | Samochód                      | Czas                         | Strata                       |                              |
| Klasyfikacja generalna i ERC | Klasyfikacja generalna i ERC | Klasyfikacja generalna i ERC | Klasyfikacja generalna i ERC  | Klasyfikacja generalna i ERC | Klasyfikacja generalna i ERC | Klasyfikacja generalna i ERC |
| ---------------------------- | ---------------------------- | ---------------------------- | ----------------------------- | ---------------------------- | ---------------------------- | ---------------------------- |
| 1.                           | Ronnie Adams                 | Frank Biggar                 | Jaguar MK7 3.4                | 3:33                         | -                            |                              |
| 2.                           | Walter Schock                | Rolf Moll                    | Mercedes-Benz 220 A           | 3:39                         | +6                           |                              |
| 3.                           | Peter Harper                 | David Humphrey               | Sunbeam Alpine                | 3:47                         | +14                          |                              |
| 4.                           | Michel Grosgogeat            | Pierre Biagini               | DKW 3=6                       | 3:47                         | +14                          |                              |
| 5.                           | Wolfgang Levy                | Georg Kokott                 | Volkswagen Käfer Typ 122 1200 | 3:49                         | +16                          |                              |
| 6.                           | Walter Löffler               | Helmut Rathjen               | BMW 502                       | 3:50                         | +17                          |                              |
| 7.                           | Pierre Courtes               | André Court-Payen            | Citroën DS 19                 | 3:51                         | +18                          |                              |
| 8.                           | Maurice Gatsonides           | Marcel Becquart              | Standard Vanguard III         | 3:53                         | +20                          |                              |
| 9.                           | Per Malling                  | Einar Jensen-Lund            | Panhard Dyna ZI               | 3:54                         | +21                          |                              |
| 10.                          | Jimmy Ray                    | John Cutts                   | Sunbeam Alpine                | 3:56                         | +23                          |                              |